# Lijewo
Lijewo – część wsi Nakonowo Stare w Polsce położona w województwie kujawsko-pomorskim, w powiecie włocławskim, w gminie Choceń. Miejscowość wchodzi w skład sołectwa Nakonowo Stare.
W latach 1975–1998 miejscowość należała administracyjnie do województwa włocławskiego.